# Oulles
Oulles – miejscowość i gmina we Francji, w regionie Owernia-Rodan-Alpy, w departamencie Isère.
Według danych na rok 1990 gminę zamieszkiwało 9 osób, a gęstość zaludnienia wynosiła 1 osób/km² (wśród 2880 gmin regionu Rodan-Alpy Oulles plasuje się na 1602. miejscu pod względem liczby ludności, natomiast pod względem powierzchni na miejscu 1202.).